# Église orthodoxe apostolique
 (novembre 2016).
Si vous disposez d'ouvrages ou d'articles de référence ou si vous connaissez des sites web de qualité traitant du thème abordé ici, merci de compléter l'article en donnant les références utiles à sa vérifiabilité et en les liant à la section « Notes et références ».
L'Église orthodoxe apostolique (depuis le 6 mai 2004, également appelée Métropolie russe de l'Église orthodoxe apostolique, Branche libérale de l'Église vraie-orthodoxe russe, Synode de Stéphane Linitski et Église de Gleb Iakounine) est une organisation religieuse enregistrée auprès du ministère de la Justice de la Russie depuis le 6 mai 2004. L'Église orthodoxe apostolique fait partie du courant orthodoxe russe non reconnus pas les Églises orthodoxes principales.
Elle est actuellement dirigée par le métropolite de Moscou et de toutes les Russies Vitali (Vitali Iourévitch Kujévatov).
L'Église orthodoxe de la Renaissance a été fondée par Stéphane Linitski, ex-évêque de l'Église vraie-orthodoxe et Gleb Iakounine, prêtre de l'Église orthodoxe d'Ukraine (Patriarcat de Kiev).